# Harry F. Byrd Jr.
Harry Flood Byrd Jr. (Winchester, 20 dicembre 1914 – Winchester, 30 luglio 2013) è stato un politico e militare statunitense.

## Biografia
Figlio di Harry F. Byrd, studiò al Virginia Military Institute per poi trasferirsi all'Università della Virginia, dove non completò gli studi per obblighi familiari. Nel 1941 si arruolò nella marina per combattere nella Seconda Guerra Mondiale.
Dopo la guerra, entrò nel Senato della Virginia, dove è stato membro fino al 1965, quando prese il posto del padre come senatore per la Virginia.